# Negative Trip
Negative Trip ist eine Electronica-Formation aus der Vorstadt von Zürich.

## Bandgeschichte
Negative Trip wurde im Jahre 2000 in Zürich als experimentelles Elektronik Projekt gegründet. Mit ihrem Debüt-Album "EU" veröffentlichten sie eine CD, auf der mehrheitlich mit repetitiven Beats und düsteren Klangteppichen gearbeitet wurde.
2005 erschien ihr zweites Album "Parasite Psychotic". Auf diesem Release wurde das Klangkonzept deutlich verfeinert. Schwere Drumcomputersounds wechseln sich ab mit gebrochenen Beats, durchzogen von tiefen Bässen und abgründigen Samples, die dem ganzen Sound eine tiefe, mittlerweile depressive und furchterregende Atmosphäre verleihen. Auffällig ist, dass auf diesem Album vermehrt mit Gitarren und Synthesizern gearbeitet wurde.
Dank dem eigenständigen Charakter dieses Werkes wurde "Parasite Psychotic" eine grössere Aufmerksamkeit zuteil als dem Vorgänger "EU". Es bekam diverse positive Rezensionen von Underground-Szene Magazinen wie Medienkonverter, Uselinks oder dem Ox-Fanzine.

## Bandmitglieder
Dimi, Jere, Lakesite, FM Fluidum, Aulait, Negative Trip

## Diskografie

### Studioalben
| Titel              | Jahr | Label               |
| ------------------ | ---- | ------------------- |
| EU                 | 2000 | Purple Tree Records |
| Parasite Psychotic | 2005 | Purple Tree Records |
| Drug Time          | 2013 | Purple Tree Records |

### Kompilationen
- 2000 Various - Pozor! (Dhyana Records)

## Musikvideos
- 2005 Honk Station
- 2008 Barcode
- 2010 Haldol
- 2011 Broken Brain